# Íris Cavalcante

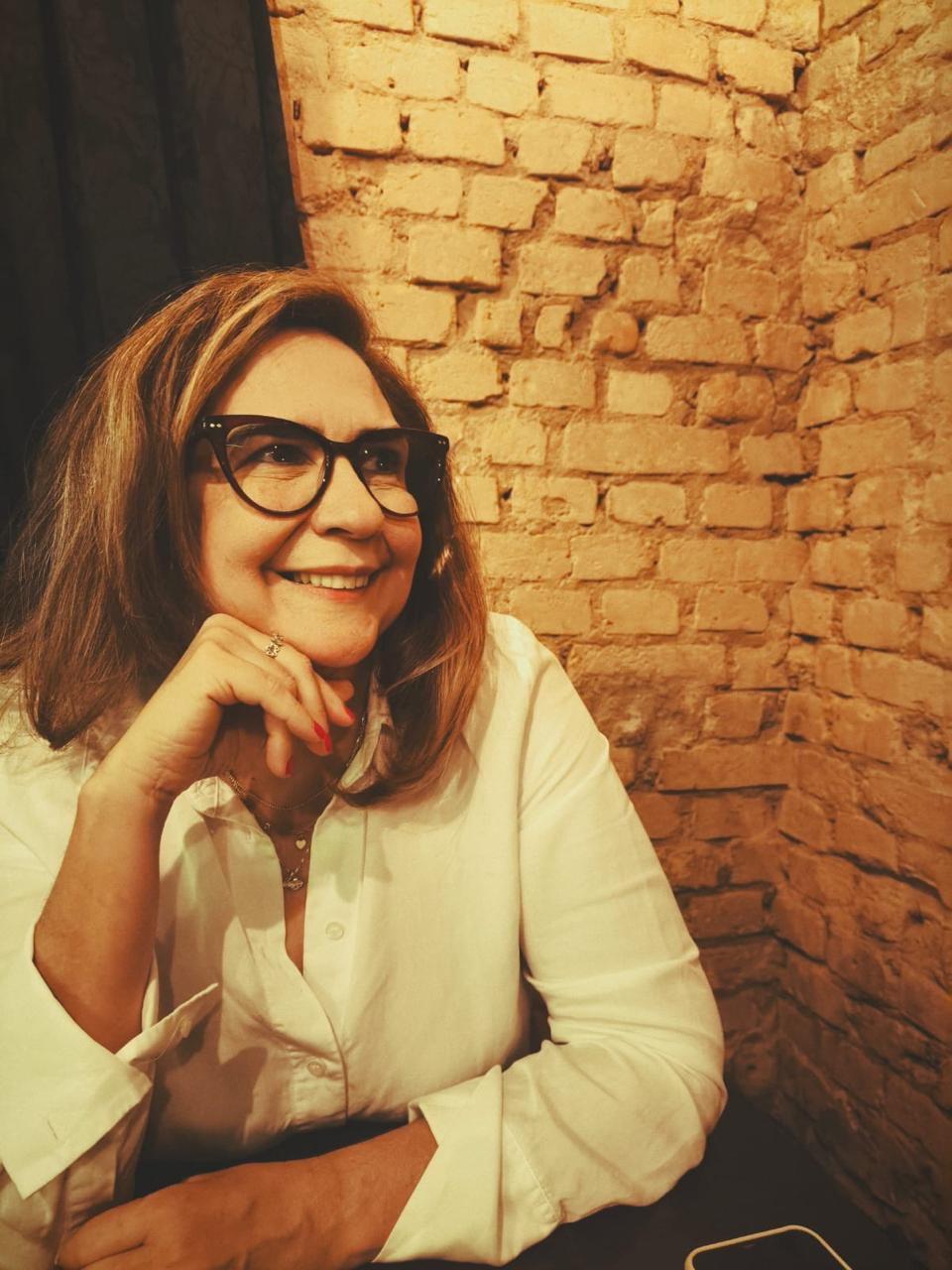
Íris Cavalcante

Íris Cavalcante é uma escritora e compositora cearense, finalista do 60º Prêmio Jabuti na categoria Poesia com o livro Vento do 8º Andar (Premius Editora).

## Biografia
Íris Cavalcante nasceu em Baturité-CE. É Especialista em Escrita Literária pela FBUNI e MBA em Administração Estratégica pela Unichristus. Estreou na literatura em 2003, com o livro de poemas Palavras e Poesias, publicou O Caminho das Letras (2006), Vento do 8º andar (2017), livro finalista do Prêmio Jabuti 2018, na categoria poesias. Participa de antologias de contos, crônicas, poemas e revistas literárias. É colunista da revista Tamarina Literária. Em 2020, estreou como letrista/compositora, em parceria com o músico cearense Isaac Cândido. Em 2021, organizou a antologia Crônicas de uma Fortaleza obscena, com participação de autores(as) do Brasil, Portugal, Itália e Alemanha, e publicou o romance Por quem elas se curvam. De 2022 a 2023, publicou o livro de poemas “Se te pareço noturna” e o livro de crônicas “De olhos vendados”, editado pelo INESP. Em 2025, lançou o livro "Estrangeira na casa que habito", decorrente de projeto aprovado no Edital das Artes Secultfor e desenvolvido com recursos da Lei Complementar 195/2022 (Lei Paulo Gustavo).

## Vento do 8º Andar
O livro dividido em 7 partes: Versos Livres; Poesias que meu pai não leu; Perfil; Decálogo da linguagem em sonetos; Em nome do Pai e do Filho; O ano em doze sonetos e Quadras e Tercetos, mescla a estrutura parnasiana com a poesia contemporânea. Vento do 8º Andar reúne poemas de viagens, sonetos e versos livres, abordando temáticas do cotidiano. 
Foi finalista do  Prêmio Jabuti na categoria Poesia no ano de 2018.